# Silverio Cavazos
Jesús Silverio Cavazos Ceballos (15 de dezembro de 1968 – 21 de novembro de 2010) foi um político mexicano, governador do Estado de Colima de 2005 a 2009, eleito após a morte de Gustavo Vázquez Montes. Era membro do Partido Revolucionário Institucional (PRI). 
Morreu assassinado com um tiro, em novembro de 2010.